# Kühlenhof 3 (Mönchengladbach)

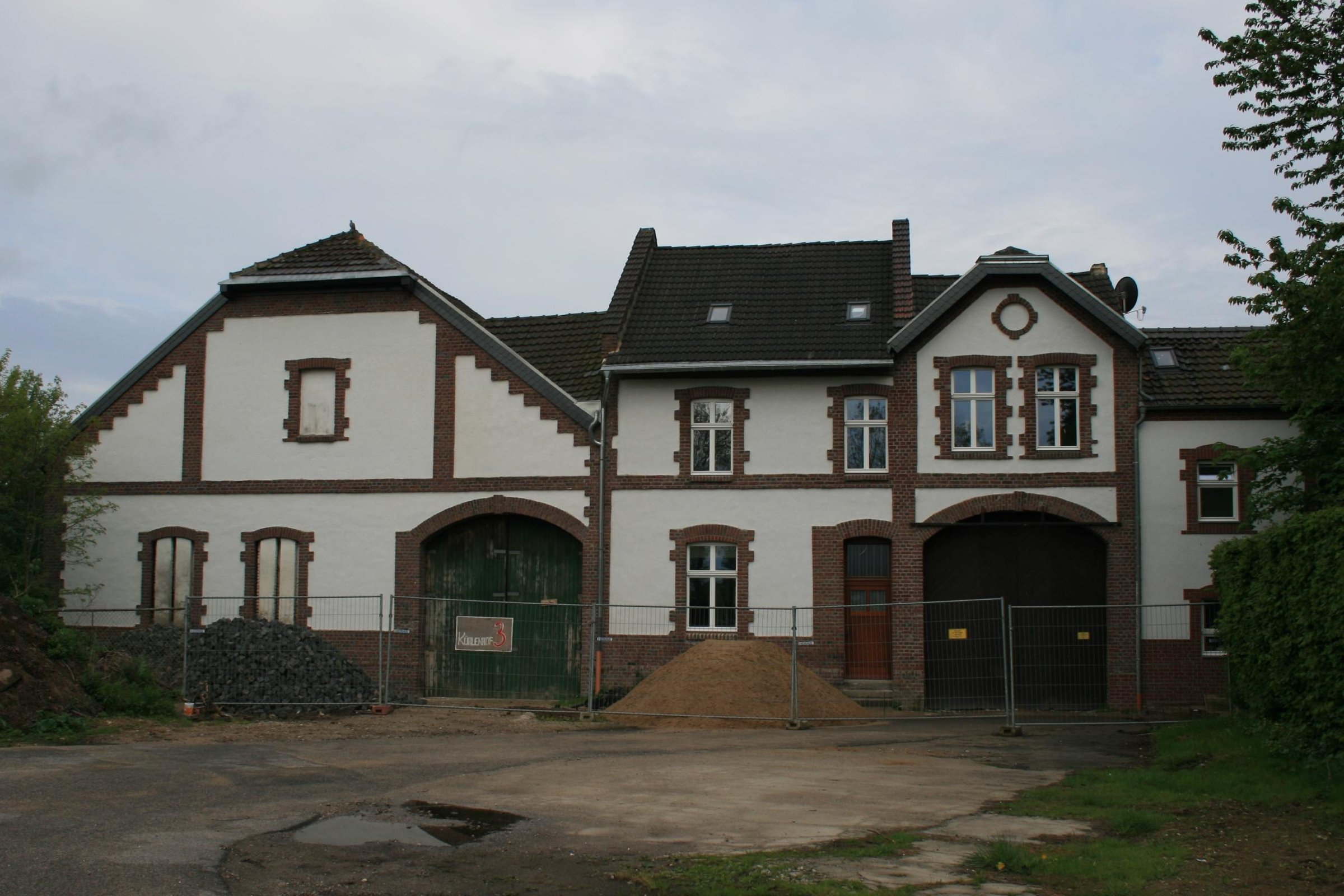
Hofanlage (2010)

Die Hofanlage Kühlenhof 3 steht im Stadtteil Hardt in Mönchengladbach (Nordrhein-Westfalen).
Das Gebäude wurde Anfang des 20. Jahrhunderts erbaut. Es wurde unter Nr. K 058 am 24. Oktober 2001 in die Denkmalliste der Stadt Mönchengladbach eingetragen.

## Lage
Das Objekt Kühlenhof 3 liegt südlich der von Hardt nach Rasseln führenden Landstraße 39.

## Architektur
Der Gebäudekomplex Kühlenhof 3 besteht aus einem Torhaus mit flankierenden, in der Firsthöhe unterschiedlich hoch entwickelten Wohngebäuden. Nach Norden und Osten schließen sich jeweils zwei ehemals als Scheune bzw. Remise genutzte Baukörper an. Der durch das Torhaus zugängige Innenhof wird nach Osten von der ehemaligen Remise begrenzt, die unmittelbar an die ältere nördliche der vorgenannten Scheunen angebaut ist.
Die Baukörper zeigen zur Straße hin unterschiedlich gestaffelte Bauhöhen und Fassadengestaltungen. Das nördlich der Tordurchfahrt gelegene Wohnhaus – evtl. das frühere Verwalterhaus, an das sich direkt die durch eine Tordurchfahrt im straßenseitigen Giebel erschlossene große Scheune anschließt, das Torhaus und die den Innenhof nach Osten abschließende Remise sind aus Ziegelsteinen erbaut. Ziegelsteinlisenen, -rahmungen und -gesimse gliedern die z. T. flächig verputzten Fassaden. Fensteröffnungen in der Scheune sind teilweise nachträglich geschlossen worden.
Südlich des Torhauses steht ein niedriger, nur ca. vier Meter tiefer zweigeschossiger Baukörper, der in jüngster Zeit offensichtlich mit einfachsten Mitteln modernisiert wurde. Über einen eingeschossigen Baukörper findet er Anschluss an eine gestalterisch sehr einfache ehemalige Ziegelsteinscheune. Hieran angebaut ist ein Trafoturm, der der Energieversorgung der Hofanlage dient. Diese drei Baukörper sind nicht denkmalwert.
ie ältere Scheune und die Remise besitzen Zufahrten über mehrere doppelflügelige Tore. Ihre ungeteilten Innenräume werden von mächtigen Sprengwerken überdeckt. Eingedeckt sind die Dachflächen mit verschiedenen Tonziegelmodellen. Torhaus und östliches Wohnhaus besitzen hingegen eine Neueindeckung aus Betondachsteinen.